# Vila Nova de Foz Côa
Vila Nova de Foz Côa – miejscowość w Portugalii, leżąca w dystrykcie Guarda, w regionie Północ w podregionie Douro. Miejscowość jest siedzibą gminy o tej samej nazwie. W okolicach Vila Nova de Foz Côa znajduje się kompleks archeologiczny rytów naskalnych – Park Archeologiczny Doliny Côa.

## Demografia
| Liczba ludności gminy Vila Nova de Foz Côa (1801–2011) | Liczba ludności gminy Vila Nova de Foz Côa (1801–2011) | Liczba ludności gminy Vila Nova de Foz Côa (1801–2011) | Liczba ludności gminy Vila Nova de Foz Côa (1801–2011) | Liczba ludności gminy Vila Nova de Foz Côa (1801–2011) | Liczba ludności gminy Vila Nova de Foz Côa (1801–2011) | Liczba ludności gminy Vila Nova de Foz Côa (1801–2011) | Liczba ludności gminy Vila Nova de Foz Côa (1801–2011) | Liczba ludności gminy Vila Nova de Foz Côa (1801–2011) | Liczba ludności gminy Vila Nova de Foz Côa (1801–2011) |
| ------------------------------------------------------ | ------------------------------------------------------ | ------------------------------------------------------ | ------------------------------------------------------ | ------------------------------------------------------ | ------------------------------------------------------ | ------------------------------------------------------ | ------------------------------------------------------ | ------------------------------------------------------ | ------------------------------------------------------ |
| 1801                                                   | 1849                                                   | 1900                                                   | 1930                                                   | 1960                                                   | 1981                                                   | 1991                                                   | 2001                                                   | 2004                                                   | 2011                                                   |
| 2 630                                                  | 4 290                                                  | 13 939                                                 | 14 404                                                 | 16 209                                                 | 11 251                                                 | 8 885                                                  | 8 494                                                  | 8 249                                                  | 7 312                                                  |

## Sołectwa
Sołectwa gminy Vila Nova de Foz Côa (ludność wg stanu na 2011 r.):
- Almendra – 386 osób
- Castelo Melhor – 228 osób
- Cedovim – 338 osób
- Chãs – 278 osób
- Custóias – 202 osoby
- Freixo de Numão – 502 osoby
- Horta – 242 osoby
- Mós – 190 osób
- Murça – 107 osób
- Muxagata – 309 osób
- Numão – 240 osób
- Santa Comba – 208 osób
- Santo Amaro – 50 osób
- Sebadelhe – 265 osób
- Seixas – 335 osób
- Touça – 235 osób
- Vila Nova de Foz Côa – 3197 osób